# Jean Philippot (homme politique)
Pour les articles homonymes, voir Jean Philippot et Philippot.
 (octobre 2017).
Si vous disposez d'ouvrages ou d'articles de référence ou si vous connaissez des sites web de qualité traitant du thème abordé ici, merci de compléter l'article en donnant les références utiles à sa vérifiabilité et en les liant à la section « Notes et références ».
Jean Philippot, né le 29 avril 1901 à Tilly-sur-Meuse (Meuse) et mort le 5 décembre 1995 à Nantes (Loire-Atlantique), est un homme politique français d'orientation communiste, maire de Nantes de 1945 à 1947.

## Biographie
Jean Philippot fait ses études comme pupille de la Nation. En 1921, il obtient une licence de Lettres classiques à la Sorbonne. Il est ensuite répétiteur au lycée Louis-le-Grand ; en 1924, il est lauréat du Concours européen pour la Paix. En 1928, il est nommé professeur (délégué) de lettres et d'histoire au collège de Bonneville. Il est reçu à l'agrégation en 1932 et nommé professeur d'histoire au Lycée Clemenceau de Nantes ; il donne aussi des cours à l'Institut des Lettres. Militant depuis les années 1920 du Groupement universitaire pour la SDN, il est membre de la SFIO de 1933 à 1935.
En 1939-40, il est mobilisé comme lieutenant de réserve et blessé à Wattignies le 10 mai. De retour à Nantes, il entre dans la Résistance avec le directeur de l'Institut polytechnique de l'Ouest, Paul Le Rolland. Il adhère ensuite au Front national. En 1943-44, il fait partie du Comité départemental de libération.
Après la Libération de Nantes, il intervient activement dans le secteur de la presse. Le soir du 13 août, il procède au nom du CDL à la suspension du journal Le Phare de la Loire de Francis Portais et René Bentz, dont un numéro est paru le matin, le dernier après 93 ans d'existence. Les ressources du Phare sont affectés à un nouvel organe, La Résistance de l'Ouest, dont Jean Philippot est nommé directeur et dont le premier numéro paraît le 17 août. Il abandonne cette responsabilité au début de 1945, laissant la direction à Jean-Baptiste Gendron. Par ailleurs, il est directeur de l'organe hebdomadaire du Front national, Front.
Le 28 août 1944, il est nommé par le Commissaire de la République d'Angers, Michel Debré, membre de la Délégation municipale provisoire dirigée par Clovis Constant, remplaçant la Délégation spécial nommée par Pétain en 1941 et dirigée depuis 1942 par Henry Orrion.
Lors des élections municipales du 29 avril 1945, les premières depuis 1935, il est à la tête de la liste d'obédience communiste d'Union républicaine et antifasciste qui est en tête et qui fusionne pour le second tour (13 mai) avec les listes socialiste (Jean Lepage) et radicale (André Morice) ; cette liste de coalition emporte largement les élections municipales. Bien qu'André Morice soit 4e adjoint dans sa municipalité, Jean Philippot le met en cause dans Front, en relations avec les activités de son entreprise de travaux publics sous l'Occupation. Soutenu par Gaston Veil dans Le Populaire de l'Ouest, André Morice est acquitté à titre personnel par la justice. Mais les relations entre lui et Jean Philippot restent ensuite très tendues.
En 1947, les listes n'ont pas le droit de fusionner au second tour et de toute façon ne le souhaitent pas ; face aux listes communiste, socialiste et radicale désunies, la liste RPF, dirigée par l'ex-maire Henry Orrion, l'emporte largement. Jean Philippot reste cependant conseiller municipal d'opposition, et ce, durant les trois mandats d'Henry Orrion, jusqu'en 1965.
À la fin de sa carrière de professeur, il enseigne dans les classes préparatoires (à Saint-Cyr, jusqu'en 1957, puis à HEC). Il prend sa retraite en 1966. Il adhère au Parti communiste en 1967 et en reste membre jusqu'en 1982.